# Artur da Costa e Silva
Artur da Costa e Silva (3 tháng 10 năm 1899 - ngày 17 tháng 12 năm 1969) là một Tổng tư lệnh quân đội Braxin và là Tổng thống thứ hai của chính phủ quân sự Braxin, lên nắm quyền sau cuộc đảo chính năm 1964. Ông đã được phong nguyên soái Quân đội Brazil, và giữ chức vụ của Bộ trưởng Chiến tranh trong chính phủ quân sự của Tổng thống Castelo Branco.
Trong nhiệm kỳ của mình tại văn phòng Đạo luật thể chế 5 đã được ban hành. Luật này đã cho phép Tổng thống bãi nhiệm Quốc hội, dẹp bỏ các chính trị gia của các cơ quan quyền lực của họ, và thể chế hóa các biện pháp đàn áp đối với các bên cánh tả và cá nhân. Chính phủ của Costa e Silva bắt đầu giai đoạn áp bức nhất của chế độ quân sự chống lại phe đối lập, các nhà hoạt động cánh tả và những người cộng sản nghi ngờ Cộng sản, sẽ được tiếp tục và mở rộng dưới sự kế nhiệm ông Emílio Garrastazu Médici.

## Tiểu sử
Mặc dù một số nguồn tin cho rằng bố mẹ của Costa e Silva là Bồ Đào Nha từ Madeira, cả cha lẫn mẹ đều là người Brazil, mặc dù một trong những ông bà của ông là người nhập cư Bồ Đào Nha từ Lisbon. Costa e Silva sinh ra ở Taquari thuộc bang Rio Grande do Sul.
Costa e Silva bắt đầu sự nghiệp quân sự của mình bằng cách vào Trường Cao đẳng Quân sự Porto Alegre, nơi ông đã hoàn thành lớp học đầu tiên và chỉ huy đội quân đội. Sau đó ông nhập Escola Militar de Realengo ở Rio de Janeiro năm 1918, nơi ông đã hoàn thành thứ ba của lớp mình. Là một người khát vọng vào ngày 18 tháng 1 năm 1921, ông được ủy nhiệm Trung úy năm 1922 và đã đóng quân với Trung đoàn Bộ Binh 1 tại Vila Militar cho đến ngày 5 tháng 7 năm 1922, khi ông tham gia cuộc nổi dậy của Tenentist và bị bỏ tù trong sáu tháng. Sau đó ông lấy Iolanda Barbosa Costa e Silva, con gái của cảnh sát trưởng.
Là một phần của chương trình chung, ông đã được đào tạo tại Hoa Kỳ từ tháng 1 đến tháng 6 năm 1944 sau khi làm trợ lý cho các chiến thuật tổng quát tại Trường Chỉ huy và Đội ngũ Nhân viên Quân sự. Ông là một quân nhân của Ađamêxa từ năm 1950 đến năm 1952 và sau đó được bổ nhiệm làm Bộ Tư lệnh Quân đoàn 3 (Rio Grande do Sul) từ năm 1957 đến năm 1959 và chỉ huy quân đội số 4 (Pernambuco) từ tháng 8 năm 1961 đến tháng 9 năm 1962 Sau đó ông được bổ nhiệm làm Trưởng ban Cán bộ, sau đó là Trưởng phòng Sản xuất và Công trình.
Costa e Silva được thăng tổng tư lệnh vào ngày 2 tháng 8 năm 1952 và được phong tướng Lục quân vào ngày 25 tháng 11 năm 1961.